# James Hogan (dirigente d'azienda)
James Reginald Hogan (Melbourne, 28 novembre 1956) è un dirigente d'azienda australiano, presidente ed ex CEO di Etihad Airways, ex vicepresidente di Airberlin, del World Travel and Tourism Council, di Jet Airways. È anche membro del Board of Governors della IATA (International Air Transport Association).

## Biografia
James Hogan è cresciuto a Melbourne, Australia, e ha frequentato la Grammar School Ivanhoe, laureandosi nel 1975.
Ha iniziato la sua carriera nel 1975 presso l'Ansett Airlines come semplice impiegato e successivamente ha ricoperto ruoli dirigenziali con British Midland International, Hertz, Forte Hotels e Gulf Air.
Alla Hertz, i suoi ruoli riguardavano l'amministrazione del marketing, le vendite e le divisioni operative. Nel 1995 entrò a far parte del comitato esecutivo di gestione con sede a Londra come Vice Presidente Marketing e Vendite per l'Europa, il Medio Oriente e l'Africa. Nel 1997 divenne direttore del servizio per British Midland International (BMI), lasciandolo nel 1998 per aderire al Gruppo di Granada come direttore delle vendite in tutto il mondo, dove sedeva nel consiglio di Forte Hotels. Tornò a BMI nel 1999 come Chief Operating Officer, dove era responsabile delle operazioni di volo e di terra, vendite e marketing, commerciali, merci, ingegneria e delle società di servizi di trattamento. È stato poi membro del consiglio di amministrazione.
Nel 2001 Hogan tornò in Australia, dove fu nominato amministratore delegato del consorzio Tesna, che era stato creato con l'obiettivo di acquisire Ansett Airlines. Nel 2002, entrò a far parte di Gulf Air, dove è stato CEO per quattro anni.

### CEO di Etihad Airways
Il 10 settembre del 2006, James Hogan è stato nominato Presidente e CEO di Etihad Airways, compagnia di bandiera degli Emirati Arabi Uniti con sede ad Abu Dhabi. Ha supervisionato una rapida crescita di Etihad, che serve 86 destinazioni passeggeri e cargo in Medio Oriente, Africa, Europa, Asia, Australia e Americhe, con una flotta di 70 aerei.
Nel luglio 2008, ha firmato uno dei più grandi ordini di aeromobili nella storia costituito dall'acquisto di 205 velivoli per un valore di circa 43 miliardi di dollari a prezzi di listino per soddisfare ambiziosi piani di crescita a lungo termine della compagnia aerea. Etihad ha registrato il suo primo utile netto per l'intero esercizio 2011, di $ 14 milioni, in linea con gli obiettivi del piano strategico annunciato nel 2006. Nel febbraio 2013, la compagnia aerea ha annunciato un utile netto di 42 milioni di dollari per il 2012.
Ha supervisionato le acquisizioni di Etihad di quote di minoranza di Air Berlin (29.21%), Air Seychelles (40%), Aer Lingus (2,987%), Virgin Australia (9,99%), Air Serbia (49%), Darwin Airline (33%), Jet Airways (24%) e Alitalia (49%).

## Rapporti e riconoscimenti
Hogan è un membro della Royal Aeronautical Society e un ex amministratore non esecutivo e membro del Comitato di Controllo del Consiglio di Amministrazione, del gruppo Gallaher. Nel 2010, ha servito come presidente della Aviation Travel and Tourism al World Economic Forum di Davos, in Svizzera. Attualmente fa parte del Comitato Esecutivo del Consiglio Mondiale del turismo. Nel giugno 2011 è stato nominato per l'International Air Transport Association (IATA) Consiglio dei governatori, e in seguito ha acquisito la quota del 29,21 per cento in Air Berlin, la sesta più grande compagnia aerea d'Europa; nel dicembre 2011, è stato nominato Vice Presidente.
Middle East Magazine lo ha nominato CEO Aviation dell'anno nel 2008 e Visionary of the Year nel 2010. Ha vinto il CAPA Detective Pino of the Year 2012 Award presso il Centro per i premi globali di Aviation per l'eccellenza e la leadership nel 2012.